# 173002 Dorfi
173002 Dorfi è un asteroide della fascia principale. Scoperto nel 2006, presenta un'orbita caratterizzata da un semiasse maggiore pari a 2,5540940 au e da un'eccentricità di 0,1360634, inclinata di 2,76137° rispetto all'eclittica.
L'asteroide è dedicato all'astronomo austriaco Ernst Dorfi.